# 人相占い

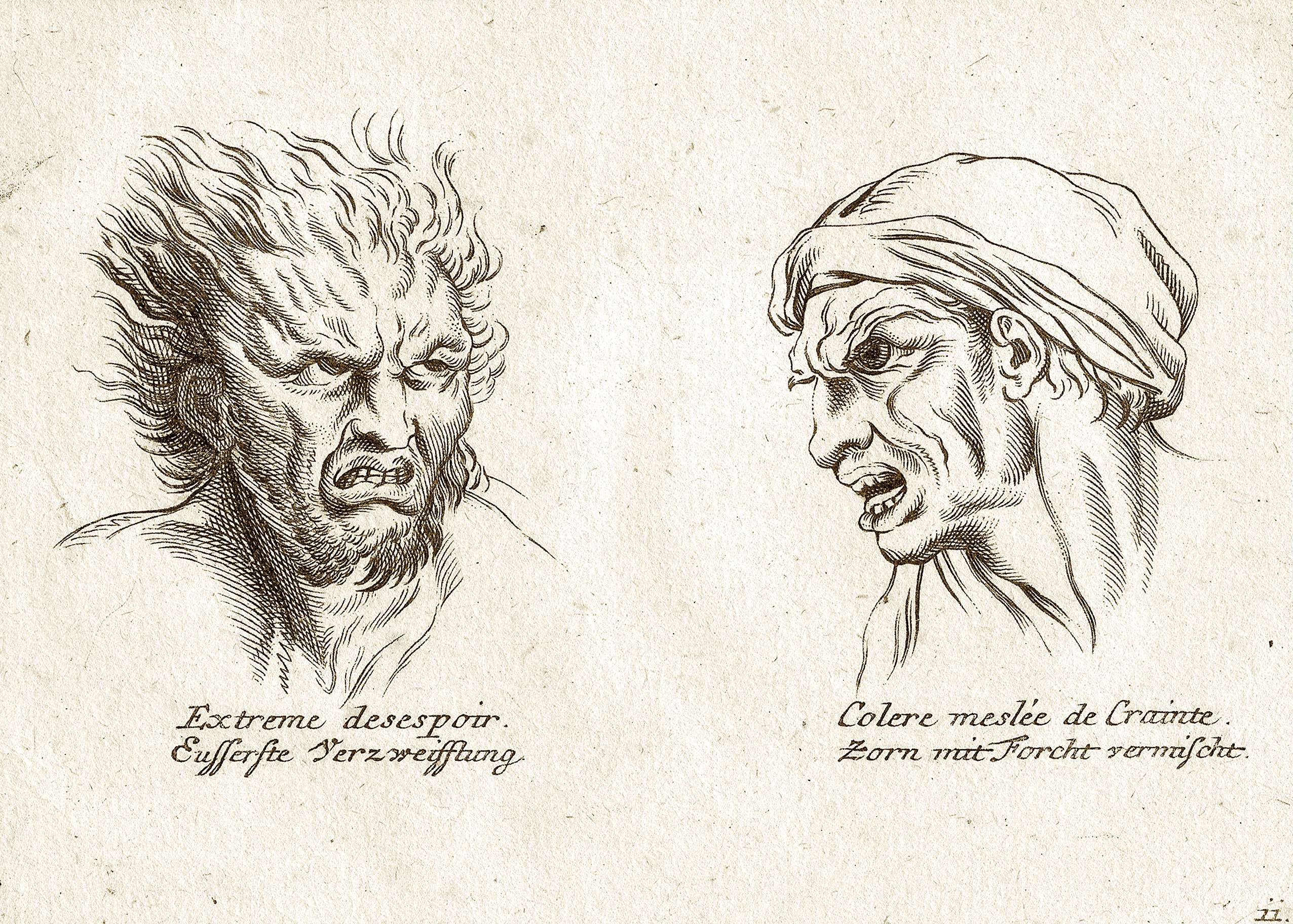
人相学の本の挿絵（19世紀）

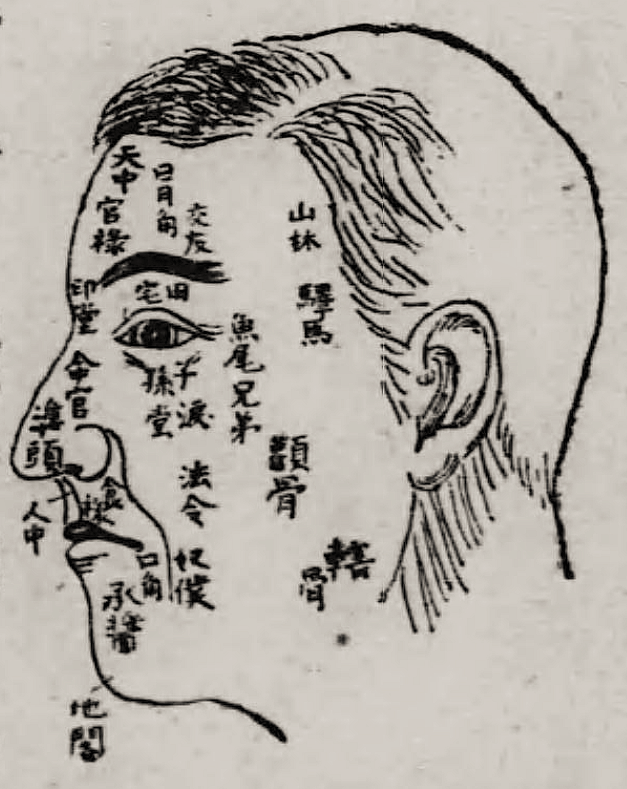
観相学における顔の各部の名前

人相占い（にんそううらない）または人相学、観相学（かんそうがく、英語: Physiognomy）とは顔相、骨相、体相など、人体のつくりから性格や生涯の運勢を割り出す占いまたは学問の一種である。西洋と東洋のそれぞれに伝統がある。現在は人相といえば、ほとんどが顔相のことを指す。

## 西洋
ヨーロッパでは古くから人相学が盛んに行われ、古代ギリシャではヒポクラテス、アリストテレス、プラトンなどが古代西洋人相学の基礎を築いた。アリストテレスの門人（ペリパトス派）は『人相学』を著した。ソクラテスの顔を観相したゾピュロスという人相学者の存在も伝わる。18世紀にはスイスのラヴァーターがそれまであった多くの文献をまとめた『人相学断章』を著した。またドイツのクレッチマーなどは現代科学の側面から人相を研究した。

## 中国
中国における人相占いは「相人」「相人術」と呼ばれ、術数学の下位分野にあたる。
中国の相人術の歴史は古く、最古の記述は『春秋左氏伝』文公元年で、周の内史の叔服が魯の公孫敖の子を観相したことに遡る。次いで、孔子の顔を観相した姑布子卿や、『荀子』非相篇で言及される唐挙が活動した。1970年代には、馬王堆漢墓から漢代当時の相書（相人術の書物）と推定される『木人占』が出土した。
明清代、相人術は様々な文化に影響を与えた。例えば『金瓶梅』などの小説において、相人術が重要な役割を担ったり、相書の『神相全編』の文章が引用されたりした。また小説以外にも、贈答詩、舞台役者の化粧、肖像画の画論、軍隊の作戦などに相人術の理論が取り入れられた。

## 日本
日本では、平安時代には既に中国の相書が輸入されており、当時の図書目録『日本国見在書目録』にも相書の題名が見える。日本最古の相書とされるものは、室町時代の天山阿闍（てんざんあじゃ）著の『先天相法』である。
江戸時代前期の元禄時代には、アジアから大量の相書が輸入され、民衆の間に人相学が広まった。この頃から浮世絵などで人物の性格を表すのに人相学が使われるようになった。江戸時代後期には水野南北が一家を成した。明治時代には目黒玄竜子が人相学を研究し、二代・目黒玄竜子が体系付けた。

## 関連書籍
- 八木喜三朗『人相学入門』保育社、大阪〈カラーブックス(207)〉、1970年。JPNO 74008459。
- 相田満『観相の文化史』勉誠出版、2021年。ISBN 978-4-585-29203-6。
- 小川陽一「第三篇第一章 明代小説における相法―三国志演義と金瓶梅詞話を中心に―」『日用類書による明清小説の研究』研文出版、1995年。ISBN 978-4876361311。
- 坂出祥伸「古代の人相術」『「気」と養生―道教の養生術と呪術』人文書院、1993年。ISBN 978-4409410554。
- 丁宗鐵『顔の読み方: 漢方医秘伝の観相術』平凡社〈平凡社新書〉、2019年。ISBN 978-4582859102。